# Kazaa
KaZaA er et peer-to-peer-system; et computerprogram beregnet til at udveksle filer med andre brugere af samme program over internettet ved hjælp af FastTrack-protokollen. Det er udviklet af svenskeren Niklas Zennström og danskeren Janus Friis og lanceret i 2001 gennem deres hollandskbaserede firma Consumer Empowerment. Det skete kort tid efter at et tilsvarende system, Napster, var lukket efter en retssag omkring ophavsret og illegale filer på netværket.
Som mange andre peer-to-peer-programmer har KaZaA været stærkt kritiseret af bl.a. film- og musikbranchen, fordi systemet i stor stil blev anvendt til fildeling af kommercielt produceret musik og film.
Programmet var gratis, men indeholdt adware og spyware; programfunktioner, der undersøger brugerens færden på nettet, præsenterer uopfordret ham/hende for reklamer og "sladrer" til et internetreklamefirma om brugerens færden på nettet. Derfor varede det ikke længe før et "reklamefrit" program til KaZaA-netværket, kaldet KaZaA Lite dukkede op, omend folkene bag det oprindelige KaZaA-program gjorde, hvad de kunne, for at sikre, at kun brugere af den originale version med reklamer kunne benytte systemet.
Da repræsentanter for rettighedshaverne til det ophavsretsligt beskyttede materiale, der cirkulerede, begyndte at opspore de brugere, der stillede de illegale filer til rådighed for andre, begyndte aktiviteten på KaZaA-netværket at dale. I stedet er trafikken med illegale filer flyttet over til andre peer-to-peer-systemer, f.eks. BitTorrent, hvor der ikke indgår en central server der kan angribes retsligt for medvirken til distribution af ophavsretsligt beskyttet materiale.